# Буда (Монастырщинский район)
Бу́да — деревня в Смоленской области России, в Монастырщинском районе. Население — 33 жителя (2007 год). Расположена в западной части области в 5 км к востоку от Монастырщины, у автодороги Монастырщина — Починок. Входит в состав Слободского сельского поселения.

## История
Деревня основана во время царствования царя Алексея Михайловича в XVII веке. Название произошло от слова Буда — в прошлом предприятие по производству поташа, расположенное в лесу.